# Фармінгвілл (Нью-Йорк)
Фармінгвілл (англ. Farmingville) — переписна місцевість (CDP) в США, в окрузі Саффолк штату Нью-Йорк. Населення — 14 983 особи (2020).

## Географія
Фармінгвілл розташований за координатами 40°50′20″ пн. ш. 73°2′25″ зх. д. / 40.83889° пн. ш. 73.04028° зх. д. (40.838863, -73.040156).  За даними Бюро перепису населення США в 2010 році переписна місцевість мала площу 10,68 км², уся площа — суходіл.

## Демографія
Згідно з переписом 2010 року, у переписній місцевості мешкала 15 481 особа в 4707 домогосподарствах у складі 3937 родин. Густота населення становила 1449 осіб/км².  Було 4884 помешкання (457/км²).
Расовий склад населення:
| - 88,2 % — білих - 3,7 % — азіатів - 2,4 % — чорних або афроамериканців - 0,3 % — корінних американців - 3,3 % — осіб інших рас |

До двох чи більше рас належало 2,0 %. Частка іспаномовних становила 12,5 % від усіх жителів.
За віковим діапазоном населення розподілялося таким чином: 24,9 % — особи молодші 18 років, 66,3 % — особи у віці 18—64 років, 8,8 % — особи у віці 65 років та старші. Медіана віку мешканця становила 37,0 року. На 100 осіб жіночої статі у переписній місцевості припадало 99,7 чоловіків;  на 100 жінок у віці від 18 років та старших — 98,2 чоловіків також старших 18 років.
Середній дохід на одне домашнє господарство  становив 107 790 доларів США (медіана — 95 953), а середній дохід на одну сім'ю — 110 497 доларів (медіана — 101 925). Медіана доходів становила 65 385 доларів для чоловіків та 41 564 долари для жінок. За межею бідності перебувало 5,6 % осіб, у тому числі 9,4 % дітей у віці до 18 років та 5,2 % осіб у віці 65 років та старших.
Цивільне працевлаштоване населення становило 8127 осіб. Основні галузі зайнятості: освіта, охорона здоров'я та соціальна допомога — 21,4 %, роздрібна торгівля — 13,1 %, будівництво — 11,5 %.